# Миливоје Ристић
Миливоје Ристић  (1911 – 1990) је био српски књижевник који је најпознатији по свом реалистичном роману "Очи" из 1938. године. Нема много података о њему. Две године правничког службовања је провео у Младеновцу те је тако настала књига "Чиновник у паланци" чија се радња дешава управо у Младеновцу.

## Очи
Очи је реалистични роман чија се радња дешава на женском одељењу очне болнице између два светска рата, и има плејаду разноврснох женских ликова, од старе слепе професорке која је заљубљена у свог доктора иако не зна како он изгледа, младе Циганке певачице коју је љубоморни мушкарац ослепео у кафани, измучене домаћице са села којој су очи пропале од тешког рада и многих других ликова у овом јединственом роману у српској књижевности. Роман је први и једини пут у целости објављен у црвеној едицији Савременик Српске књижевне задруге 1938. године, као наслов под редним бројем 30. Касније је одломак романа објављен поново 1967. године у Летопису Матице српске. У Летопису се налазе и његови чланци о Исидори Секулић, Момчилу Настасијевићу и Радету Драинцу, као и одломци Монтирање локомотиве (из романа Градић на Дунаву 1949. године) и Приче о Ненаду (из књиге Ненад открива свет 1953. године) мада су подаци непотпуни, и није сигурно да су ове две књиге заиста објављене.

## Дела
- Свитци - поезија (1932, Београд)
- Земља печалбара - поема (1937, Штампарија Јужна Србија, Скопље)
- Очи (1938, СКЗ, Београд)[3]
- Чиновник у паланци (1940, Графички завод Планета, Београд), репринт Књига о чиновнику у паланци (1969, Нови Сад)
- Проза (1951, Просвета, Београд)
- Златни зуби - кратка проза (1952, Народна књига, Београд)
- Нећу да порастем - кратка проза (без године издања, Просвета, Београд)[4]
- одломци из књига Градић на Дунаву и Приче о Ненаду